# 8459-es mellékút (Magyarország)
A 8459-es számú mellékút egy csaknem 5 kilométer hosszú, négy számjegyű országos közút Vas vármegye területén; Boba községet köti össze Celldömölk térségével, emellett Nemeskocs egyetlen közúti megközelítési útvonala.

## Nyomvonala
Boba központjában ágazik ki a 8415-ös útból, annak a 8+100-as kilométerszelvénye közelében, észak felé. Rákóczi Ferenc utca néven húzódik a belterület északi széléig, amit mintegy 800 méter után ér el; 1,3 kilométer után pedig teljesen elhagyja a községet, onnantól Nemeskocs határai közt húzódik. Még a 2. kilométere előtt eléri e település első házait, melyek közt a Petőfi utca nevet veszi fel. 2,3 kilométer után kiágazik belőle kelet felé a falu Vasút utcája, ezen érhető el a Székesfehérvár–Szombathely-vasútvonal és a Boba–Bajánsenye-vasútvonal közös szakaszának Nemeskocs megállóhelye. Már majdnem a harmadik kilométerénél jár, amikor eléri a belterület, és egyben a település északi határszélét, ahol nyugatnak fordul, egy darabig Nemeskocs és Celldömölk határvonalát követi, majd a negyedik kilométere előtt, egy újabb irányváltással teljesen a város külterületei közé lép. Ott is ér véget, pár száz méterre délre a Celldömölkhöz tartozó Izsákfa községtől délre, beletorkollva a 8429-es útba, annak a 9+500-as kilométerszelvénye közelében.
Teljes hossza, az országos közutak térképes nyilvántartását szolgáló kira.gov.hu adatbázisa szerint 4,978 kilométer.

## Települések az út mentén
- Boba
- Nemeskocs
- (Celldömölk-Izsákfa)